# Henry Jonsson

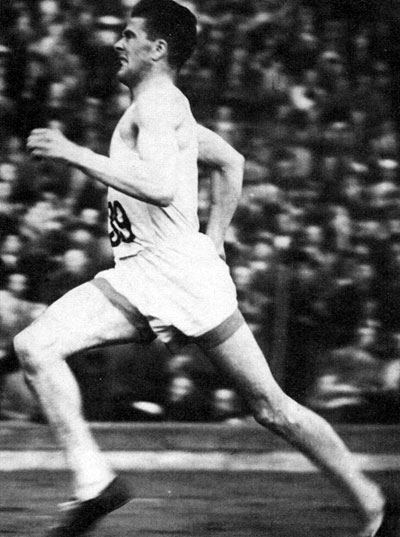
Henry Kälarne

Henry Jonsson (* 12. Mai 1912 in Håsjö, Jämtland; † 9. März 2001 in Stockholm) war ein schwedischer Mittel- und Langstreckenläufer, der in den späten 1930er Jahren erfolgreich war.
Er startete für folgende Vereine: Kälarne IK, SolK Hellas und Brandkårens IF.
Er war 1,81 m groß und in seiner aktiven Zeit 70 kg schwer.
Ab 1940 führte er den Namen Henry Kälarne.
Von Beruf war er Feuerwehrmann.

## Karriere
Henry Jonsson gewann insgesamt dreizehn Landesmeisterschaften:
| Jahr         | 1935    | 1936    | 1937    | 1938    | 1939    | 1940   |
| 1500 m (min) |         |         | 3:51,4  | 3:52,2  |         | 3:48,8 |
| 5000 m (min) | 14:44,6 | 14:29,0 | 14:37,2 | 14:27,4 | 14:18,8 |        |

Hinzu kommen fünf Titel (von 1935 bis 1939 in Folge) im Crosslauf (die Strecke war 8000 Meter lang).
Darüber hinaus nahm Henry Jonsson mit Medaillenerfolg an zwei auf internationaler Ebene ausgetragenen Veranstaltungen teil – den Olympischen Spielen 1936 in Berlin sowie den Europameisterschaften 1938 in Paris.
- In Berlin erzielte er mit 14:54,0 min die schnellste Vorlaufzeit und verwies Lauri Lehtinen auf Platz vier. Der Olympiasieger von 1932 hatte sein Potential jedoch ebenso wenig ausgeschöpft wie Gunnar Höckert. Im Finale (das ohne deutsche Beteiligung stattfand) legten die beiden Finnen mächtig zu. Höckert holte sich in der neuen olympischen Rekordzeit von 14:22,2 min mit deutlichem Abstand vor Lehtinen (Silber in 14:25,8 min) die Goldmedaille. Jonsson hatte keine Chance, lief jedoch in 14:29,0 min persönliche Bestzeit und durfte sich über die Bronzemedaille freuen.
- In Paris traf Jonsson wiederum auf zwei Finnen: Taisto Mäki und Kauko Pekuri lieferten sich mit dem Schweden einen Dreikampf, den Mäki in 14:26,8 min für sich entschied. In seinem Sog erzielte Jonsson in 14:27,4 min erneut eine persönliche Bestzeit und gewann Silber vor Pekuri (Bronze in 14:29,2 min). Erst mit 17 Sekunden Rückstand folgte der Brite Jack Emery auf Platz vier.

Henry Jonsson war mehrfacher Rekordläufer.
- Über 1500 Meter stellte er im Jahr 1940 mit 3:48,8 min den von Arne Andersson ein Jahr zuvor gelaufenen Landesrekord ein.
- Über 5000 Meter verbesserte er zwischen 1936 und 1939 den Landesrekord insgesamt viermal. Der erste Rekord (14:29,0 min), mit dem er die bisherige Bestmarke von Edvin Wide um mehr als 10 Sekunden unterbot, trug ihm den Gewinn der olympischen Bronzemedaille ein. Der letzte Rekord (14:18,8 min) lag genau 6 Sekunden unter dem seines Vorgängers Thore Tillman und hatte zwei Jahre (bis 1941) Bestand.
- Auch in die Liste der Weltrekordläufer durfte Jonsson sich eintragen:
  - 5:18,4 min über 2000 Meter, erzielt am 2. Juli 1937 in Stockholm. Damit verbesserte Jonsson die knapp ein Jahr alte Bestmarke des Ungarn Miklós Szabó um genau 2 Sekunden. Bereits einen Monat später jedoch gelang Archie San Romani eine erneute Verbesserung auf 5:16,8 min (heutige (2011) Bestleistung: 4:44,79 min, gelaufen 1999 von Hicham El Guerrouj).
  - 8:09,9 min über 3000 Meter, erzielt am 14. August 1940 in Stockholm. Jonsson verbesserte damit die vier Jahre alte Bestmarke des Finnen Gunnar Höckert um 5,8 Sekunden Der Rekord hatte genau 2 Jahre Bestand, ehe Gunder Hägg ihn auf 8:01,2 min drückte (heutige (2011) Bestleistung: 7:20,67 min, gelaufen 1996 von Daniel Komen).